# Beata Korchowiec
Beata Maria Korchowiec – polska doktor habilitowana nauk chemicznych; ekspertka w dziedzinie zjawisk międzyfazowych; chemii fizycznej powierzchni oraz chemii koloidów; profesor uczelni na Wydziale Chemii Uniwersytetu Jagiellońskiego.

## Życiorys naukowy
W 1990 r. ukończyła studia chemiczne na Uniwersytecie Jagiellońskim. W 1996 r. na Wydział Chemii tejże uczelni uzyskała stopień doktora za dysertację pt. Własności i struktura powierzchniowych monowarstw mieszanowych na granicy faz roztwór wodny/powietrze, przygotowaną pod kierunkiem prof. Marii Paluch. Habilitowała się w 2017 r. na tym samym wydziale, na podstawie pracy pt. Zorganizowane monowarstwy lipidowe jako układy modelowe w badaniach nad nowymi środkami antybakteryjnymi.